# Église Saint-Julien de Thury
Pour les articles homonymes, voir Église Saint-Julien.
L'église Saint-Julien  est une église catholique située à Thury, en France et consacrée à Saint Julien.

## Localisation
L'église est située dans le département français de l'Yonne, sur la commune de Thury.

## Historique
De style ogival, l'église est édifiée à la fin du XVe siècle, début XVIe siècle. À l'occasion des guerres de Religion, en 1568, les reliques de saint Caradeu, jusqu'alors conservées à Donzy, sont transférées à Saint-Julien de Thury afin d'être mises en sécurité.
Au XIXe siècle, elle reçoit quelques aménagements de style néo-gothique, notamment à la tribune, aux stalles et à l'autel, à l'est du bas-côté nord.
L'édifice est classé au titre des monuments historiques en 1970.
En 2005, l’Association « Les Amis de l’église » aménage dans la tour un musée exposant entre autres éléments des statues, un lutrin d’argent, don de Napoléon III, une châsse en bois doré de saint Caradeu et une collection d’archéologie lapidaire.
La chasse contenant des reliques de saint Caradeu est restaurée par la suite : une nouvelle bénédiction du reliquaire a lieu le 9 juillet 2017 en présence de quatre-vingt paroissiens.